# High dynamic range rendering
Ne doit pas être confondu avec Imagerie à grande gamme dynamique ou High Dynamic Range (formats).

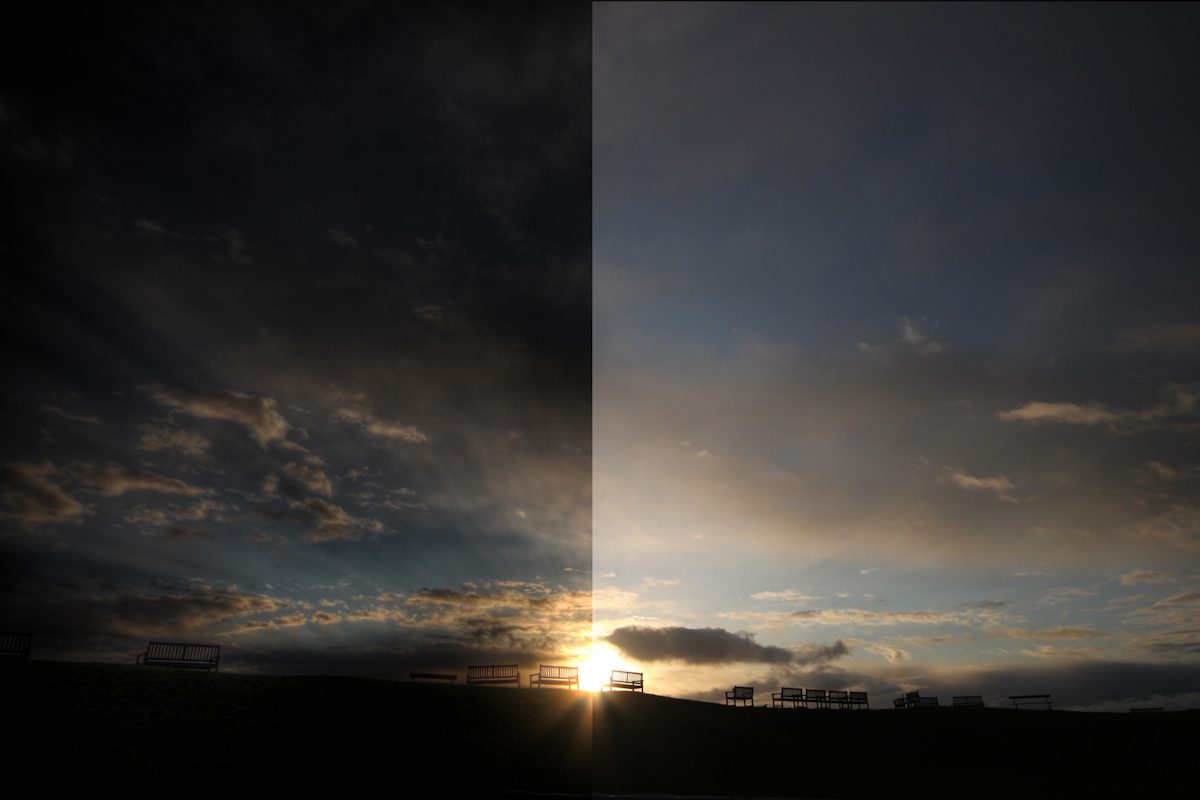
Avant après un rendu HDR

Le high dynamic range rendering ou HDR rendering (HDRR), est un effet de luminosité avancé qui simule le fonctionnement de la rétine utilisé dans la 3D temps réel, notamment dans les jeux vidéo. Il utilise un principe de superposition de couches lumineuses complexe qui a pour but de recréer un éblouissement le plus réaliste possible. 
Ceci a été rendu possible en temps réel dans les jeux 3D grâce à la souplesse de programmation du rendu apporté par les shaders (notamment, grâce aux moteurs graphiques d'anciennes génération, comme Source qui est parmi les premiers à avoir intégré cet effet).